# Nova News
Nova News es un canal de televisión privado de Bulgaria, perteneciente a Nova Broadcasting Group. Se trata de un canal de noticias.

## Historia
El lanzamiento del canal se anunció el 3 de diciembre de 2020, cuando Nova Broadcasting Group declaró que a partir del 4 de enero de 2021, Kanal 3 pasaría a llamarse Nova News.
Desde entonces, Nova News cuenta con una programación diferente respecto a Kanal 3, aunque conserva algunos de sus programas más emblemáticos, como Денят на живо y Офанзива, así como emisiones de eventos económicos, políticos, sociales y culturales.  
El canal conserva el equipo de Kanal 3 y aprovecha la experiencia del equipo de noticias y los recursos de Nova, desarrollando la programación del canal.

## Programación
Nova News emite noticias cada hora en directo, junto con programas de actualidad. También se emite los programas periodísticos de Nova, complementando el contenido del canal.
- Новините на NOVA
- Новините на NOVA NEWS
- Твоят ден
- Пресечна точка
- Денят на живо
- Офанзива
- Ревизия
- Социална мрежа
- Ничия земя
- Другото лице
- Пулс
- Здравей, България
- Събуди се
- На фокус с Лора Крумова
- Челюсти